# Faouzi Kharrazi
Faouzi Kharrazi – tunezyjski zapaśnik walczący w obu stylach. Srebrny i brązowy medalista mistrzostw Afryki w 1993 roku.